# 洛斯特克里克鎮區 (內布拉斯加州普拉特縣)
洛斯特克里克鎮區（英語：Lost Creek Township）是位於美國內布拉斯加州普拉特縣的一個行政鎮區。

## 地方資料
洛斯特克里克鎮區的面積為93.20平方千米，皆為陸地。根據2020年美國人口普查的數據，當地共有人口510人，而人口密度為每平方千米5.47人。